# 脈流

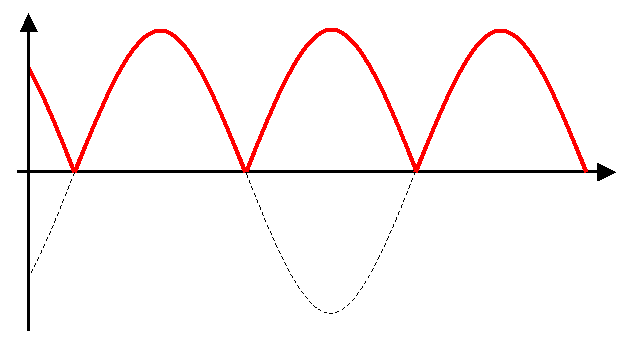
交流電流を全波整流した脈流

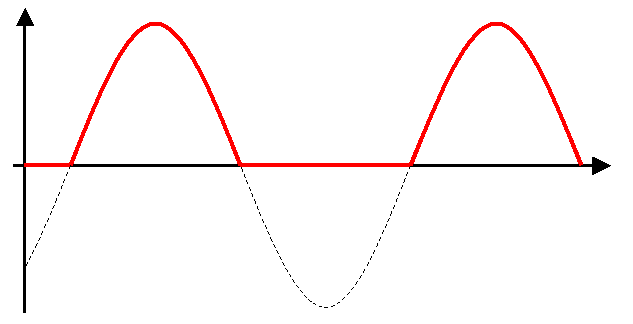
交流電流を半波整流した脈流

平滑回路に通したリップル (電気)の残る脈流
電圧の谷の部分をコンデンサ等からの放電にて補っている。

脈流（Pulsating current）とは、流れる方向が一定で、電流・電圧の大きさに周期的、又は不定期な変動を伴った電流のこと。脈動電流ともいう。

## 概要
通常は交流電流を整流する事で脈流が作られる。交流を直流に変換する整流回路中の脈流は、平滑回路と呼ばれるコンデンサとチョークコイル（リアクトル）によって波形がなだらかに整形されることで、直流に変えられる。
平滑回路で除ききれなかった波形の乱れはリップル（Ripple）またはリプルと呼ばれる。
半導体技術の進歩によって交流から直流などに変換する電源回路に従来型の変圧・整流・平滑という回路技術（ドロッパ方式）を使わずに、半導体をスイッチとして使用し、入力電流を出力側へ高速度でon/offしながら伝えることで所要の電流・電圧を得る「スイッチング電源回路」が一般化してきている。この回路でも平滑回路は使用されているが、切り替えの時間単位がマイクロ秒近くのためコンデンサーが非常に小型で済む。
スイッチング電源回路でも平滑回路で除ききれない波形の乱れが残るが、これはリップルやスイッチング・ノイズと呼ばれる。
身近な整流・平滑回路を持つ機器にはACアダプタが挙げられるが、これらの多くは二次電池の充電や比較的単純な機械類の動力など、それほど電圧の安定性を要求しない用途に適し、その多くは脈流やリップルを残した波形の出力特性を持っている。交流電源から完全な直流電流を得るには、安定化電源装置などの精度の高い専用の機器を用いる必要がある。
以上の回路中に現れる平滑化前の電流がすべて脈流である。

## 周波数
- 半波整流回路:出力の主な周波数は、入力周波数と同じである。
- 全波整流回路:出力の主な周波数は、入力周波数の2倍である。[脚注 1]

## 平滑コンデンサ

負荷端子間の脈動成分を減らすために、出力端子間に挿入するコンデンサである。静電容量が大きく、抵抗負荷電流が小さいほど、コンデンサからの放電が緩やかになり、脈動成分は小さくなる。